# Aeroporto di Toronto-City Billy Bishop
L'Aeroporto di Toronto-City Billy Bishop (IATA: YTZ, ICAO: CYTZ), indicato anche come Aeroporto di Toronto-Island e precedentemente intitolato Aeroporto di Toronto-City Centre,  è un aeroporto canadese situato sulle Toronto Islands, piccola catena di isole collocate sulla costa settentrionale del Lago Ontario ed a sud della città di Toronto, nella provincia canadese dell'Ontario.
La struttura, intitolata alla memoria dell'Air Marshal Billy Bishop, pluridecorato asso dell'aviazione canadese, è posta all'altitudine di 77 m /252 ft s.l.m. e dotata di tre piste in asfalto lunghe 894 m, 1 216 m e 908 m con orientamento a, rispettivamente, 06/24, 08/26 e 15/33. L'aeroporto è gestito da Toronto Port Authority ed è aperto al traffico commerciale.